# Minerva J. Chapman
Minerva Josephine Chapman (Sand Bank, 6 de dezembro de 1858 - Palo Alto, 14 de junho de 1947) foi uma pintora impressionista estadunidense, conhecida por suas obras de paisagens, miniaturas e natureza morta. Foi a primeira mulher a ser presidente da União Internacional de Arte.

## Vida pessoal
Minera nasceu em 1858, em Sand Bank, hoje a cidade de Altamar, condado de Oswego, no estado de Nova Iorque. Seus pais eram Josephine e James L. Chapman. Apelidada pela família de Minnie, ela cresceu em Chicago, Illinois, tendo três irmãos mais novos, Wilbert, Irving e James e uma irmã mais nova, Blanche.
Sua educação foi menos restritiva do que para outras mulheres, assim Minerva pode seguir uma vida independente e seguir para a faculdade devido também ao sucesso do pai, que era banqueiro. Por volta dessa época, mulheres passaram a ter permissão para ingressar em prestigiadas academias e escolas de arte, tanto nos Estados Unidos quanto na França.
Em 1875, Minerva estudou na Universidade de Chicago. Entre 1880 e 1886, teve aulas particulares com Annie C. Shaw e John Vanderpoel, ambos da The School of the Art Institute of Chicago. Em 1886, viajou para a Europa, visitando a Suíça, Holanda, Bélgica e Paris, estudando em Munique com Georg Jocobedis. Junto de sua irmã, Blanche, ingressou na Academia Julian, antes de optar por ter aulas particulares com Charles Augustus Lasar, que a encorajou a adotar o estilo impressionista. Ainda em Paris, ela estudou, entre 1887 e 1897 com Raphaël Collin, Gustave-Claude-Etienne Courtois, Tony Robert-Fleury e William-Adolphe Bouguereau.

## Carreira
Minerva começou a carreira com retratos, miniaturas em marfim e tecido, paisagens e pinturas generalistas. Boa parte de sua carreira foi em Paris, apesar das constantes viagens para Chicago, onde expôs diversos de seus trabalhos, como na Feira Mundial de 1893. Em 1906, foi eleita membro do salão da Société Nationale des Beaux-Arts. Foi membro da União Internacional de Arte, em 1909 e depois presidente em 1914, a primeira mulher no cargo.
Com o advento da Primeira Guerra Mundial, Minerva viajou para Liverpool, a bordo do SS New Iorque, em setembro de 1914, depois embarcando rumo a Chicago, após viver por 21 anos em Paris. Enquanto a guerra acontecia, Minerva morou em Chicago e San Diego. Suas pinturas costumavam retratar aquela "nova mulher" do início do século XX, independente, que queria buscar liberdade e educação superior, muitas vezes renegando casamento e filhos.

## Morte
Em 1925, mudou-se para Palo Alto, onde continuou morando e pintando até 1932, obrigada a parar pela péssima visão. Minerva faleceu em 14 de junho de 1947, aos 88 anos.